# VV Rheden in het seizoen 1955/56
Het seizoen 1955/1956 was het eerste jaar in het bestaan van de Rhedense betaaldvoetbalclub Rheden. De club kwam uit in de Eerste klasse B en eindigde daarin op een gedeelde zesde plaats, dit betekende dat de club in het nieuwe seizoen uitkwam in de Tweede divisie.

## Wedstrijdstatistieken

### Eerste klasse B
|       | Baronie | Be Quick | Blauw-Wit | 't Gooi | Haarlem | Helmond | Heracles | Hermes DVS | Leeuwarden | LONGA | ONA   | Wageningen | Zwolsche Boys |
| ----- | ------- | -------- | --------- | ------- | ------- | ------- | -------- | ---------- | ---------- | ----- | ----- | ---------- | ------------- |
| Thuis | 3 – 0   | 3 – 1    | 3 – 5     | 1 – 2   | 2 – 4   | 2 – 2   | 3 – 2    | 2 – 3      | 1 – 0      | 0 – 0 | 2 – 1 | 2 – 1      | 5 – 0         |
| Uit   | 1 – 2   | 3 – 0    | 2 – 1     | 1 – 1   | 0 – 1   | 2 – 1   | 1 – 3    | 2 – 1      | 4 – 4      | 2 – 2 | 1 – 3 | 0 – 0      | 0 – 0         |

## Statistieken Rheden 1955/1956

### Eindstand Rheden in de Nederlandse Eerste klasse B 1955 / 1956
| Stand | Gespeeld | Gewonnen | Gelijk | Verloren | Punten | Doelpunten voor | Doelpunten tegen |
| ----- | -------- | -------- | ------ | -------- | ------ | --------------- | ---------------- |
| 6e    | 26       | 11       | 7      | 8        | 29     | 48              | 40               |

### Topscorers
| Competitie \| # \| Naam \| \| \| ------ \| --------------- \| -- \| \| 1. \| Ben Zweers \| 19 \| \| 2. \| Ap Bosveld \| 12 \| \| 3. \| Hans Kool \| 6 \| \| 4. \| Gerrit Liet \| 3 \| \| 4. \| Piet Wijnholts \| 3 \| \| 6. \| Dirk Bosveld \| 2 \| \| 6. \| Zinnemers \| 2 \| \| 8. \| Piet van Mourik \| 1 \| \| Totaal \| Totaal \| 48 \| |                 |      |
| # | Naam            | Goal |
| 1. | Ben Zweers      | 19   |
| 2. | Ap Bosveld      | 12   |
| 3. | Hans Kool       | 6    |
| 4. | Gerrit Liet     | 3    |
| 4. | Piet Wijnholts  | 3    |
| 6. | Dirk Bosveld    | 2    |
| 6. | Zinnemers       | 2    |
| 8. | Piet van Mourik | 1    |
| Totaal | Totaal          | 48   |